# جاي سيمسون
جاي سيمسون (بالإنجليزية: Jay Simpson) المولود في 1 ديسمبر من العام 1988 في لندن في إنجلترا، لاعب كرة قدم إنجليزي.
انتقل على سبيل الإعارة لفريق ويست بروميتش ألبيون .

## روابط خارجية
- جاي سيمسون على موقع الدوري الأمريكي (الإنجليزية)
- جاي سيمسون على موقع قاعدة بيانات كرة القدم.إي يو (الإنجليزية)
- جاي سيمسون على موقع Soccerbase.com (لاعب) (الإنجليزية)
- جاي سيمسون على موقع Soccerway.com (الإنجليزية)
- جاي سيمسون على موقع عالم كرة القدم.نت (الإنجليزية)
- جاي سيمسون على موقع كووورة